# 涂鳳虞
涂鳳虞（16世紀—17世紀），字舜廷，江西南康府安義縣安義里人，明朝政治人物。

## 生平
涂鳳虞文學品行兼優，是天啓元年（1621年）辛酉科江西鄉試舉人，授南京國子監監丞，文行兼優，與同宗涂宗濬、涂紹煃在澹臺祠講學，人稱忠於理學，著有《飛雲閣》等文集。

## 引用
1. 1 2  同治《安義縣志·卷九·人物志》：涂鳳虞，字舜廷，安義里人，由天啟辛酉鄉薦任南京國子監監丞，文行兼優，與同宗涂恭襄、涂伯聚兩先生講學澹臺祠，時稱理學，著有《飛雲閣》諸文集行世。 陳志、張志稿